# Дёблинг
Дёблинг (нем. Döbling) — девятнадцатый район Вены.
Дёблинг расположен на северо-западе города, между Венским Лесом, Дунаем и Дунайским каналом.
Площадь района составляет 24,9 км², население — 73 861 человек (1 января 2021), плотность населения — 2963 чел./км².
В районе находятся одни из самых дорогих и престижных жилых зон в Вене: Гринцинг (Grinzing), Зиверинг (Sievering), Нойштифт-ам-Вальде (Neustift am Walde) и Каасграбен (Kaasgraben). Тем не менее, в Дёблинге есть и несколько крупных муниципальных жилых строений, включая самый известный в Вене Карл-Маркс-Хоф.
Здесь расположено Дёблингское кладбище.

## Этимология
Первое упоминание о Дёблинге относится к 1114 году "de Teopilic". Это название имеет славянское происхождение "тёплик"

## Население
| Год  | Численность |
| ---- | ----------- |
| 2005 | 66900       |
| 2006 | 67389       |
| 2007 | 67832       |
| 2008 | 67961       |

| Год  | Численность |
| ---- | ----------- |
| 2009 | 67837       |
| 2010 | 67865       |
| 2011 | 68079       |
| 2012 | 68460       |

| Год  | Численность |
| ---- | ----------- |
| 2013 | 68892       |
| 2014 | 69242       |
| 2015 | 69999       |
| 2016 | 71609       |

| Год  | Численность |
| ---- | ----------- |
| 2017 | 72107       |
| 2018 | 72650       |
| 2019 | 72947       |
| 2020 | 73901       |